# Сметанино (Московская область)
Смета́нино — деревня в Клинском районе Московской области России.
Относится к сельскому поселению Петровское, до муниципальной реформы 2006 года относилась к Петровскому сельскому округу. Население — 3 чел. (2010).

## Население
| 1852 | 1859 | 1890 | 1926 | 2002 | 2006 | 2010 |
| ---- | ---- | ---- | ---- | ---- | ---- | ---- |
| 263  | ↗267 | ↗329 | ↘265 | ↘4   | ↗5   | ↘3   |

## Расположение
Находится вблизи автодороги Р107 Клин — Лотошино, примерно в 18 км к юго-западу от города Клина, на правом берегу небольшой реки Лапотни (бассейн Иваньковского водохранилища). В деревне одна улица — Заречная. Ближайшие населённые пункты — деревни Павельцево и Борихино.

## Исторические сведения
В «Списке населённых мест» 1862 года Сметанина — казённая деревня 1-го стана Клинского уезда Московской губернии по правую сторону Волоколамского тракта, в 22 верстах от уездного города, при колодцах, с 39 дворами и 267 жителями (136 мужчин, 131 женщина).
По данным на 1890 год входила в состав Петровской волости Клинского уезда, число душ составляло 329 человек.
В 1913 году — 70 дворов.
По материалам Всесоюзной переписи населения 1926 года — деревня Павельцевского сельсовета Петровской волости, проживало 265 жителей (116 мужчин, 149 женщин), насчитывалось 59 хозяйств, среди которых 53 крестьянских.
С 1929 года — населённый пункт в составе Клинского района Московской области.

## Известные уроженцы
- Стогов Николай Ильич (1934—1982) — заслуженный лётчик-испытатель СССР (1979), Герой Советского Союза (февраль 1982), полковник.